# Neuseeländische Cricket-Nationalmannschaft in Sri Lanka in der Saison 2012/13
Die Tour der neuseeländischen Cricket-Nationalmannschaft nach Sri Lanka in der Saison 2012/13 fand vom 30. Oktober 2012 bis zum 29. November 2012 statt. Die internationale Cricket-Tour war Bestandteil der Internationalen Cricket-Saison 2012/13 und umfasste zwei Tests, fünf ODIs und ein Twenty20. Sri Lanka gewann die ODI-Serie 3–0, während die Test-Serie 1–1 und die Twenty20-Serie 0–0 unentschieden endete.

## Vorgeschichte
Für beide Teams war es die erste Tour der Saison. Beim direkt zuvor ausgetragenen ICC World Twenty20 2012 gewann Sri Lanka gegen Neuseeland in der Super 8 Runde, die daraufhin dort ausschieden und Sri Lanka den zweiten Platz des Turniers belegte. Die letzte Tour der beiden Mannschaften gegeneinander fand in der Saison 2010 in den USA statt. Ursprünglich waren das zweite und dritte ODI im Premadasa Stadium in Colombo geplant, jedoch mussten sie auf Grund von anhaltenden Regenfällen verlegt werden.

## Stadien
Die folgenden Stadien wurden für die Tour als Austragungsort vorgesehen und am 15. September 2012 bekanntgegeben.
| Stadion    | Stadt                                              | Kapazität | Spiele              |
| ---------- | -------------------------------------------------- | --------- | ------------------- |
| Colombo    | Paikiasothy Saravanamuttu Stadium (PSS)            | 15.000    | 2. Test             |
| Galle      | Galle International Stadium                        | 35.000    | 1. Test             |
| Hambantota | Mahinda Rajapaksa International Stadium            | 35.000    | 4. & 5. ODI         |
| Kandy      | Muttiah Muralitharan International Cricket Stadium | 35.000    | 1. – 3. ODI; 1. T20 |

## Kaderlisten
Neuseeland benannte seine Kader am 11. Oktober 2012.
Sri Lanka benannte seine ODI- und Twenty20-Kader am 25. Oktober, und seinen Test-Kader am 9. November 2012.
| Test | Test | ODI | ODI | Twenty20 | Twenty20 |
| Sri Lanka | Neuseeland | Sri Lanka | Neuseeland | Sri Lanka | Neuseeland |
| --- | --- | --- | --- | --- | --- |
| - Mahela Jayawardene (K) - Angelo Mathews (VK) - Dinesh Chandimal - Tillakaratne Dilshan - Shaminda Eranga - Rangana Herath - Prasanna Jayawardene (wk) - Suraj Randiv - Dimuth Karunaratne - Tharindu Kaushal - Nuwan Kulasekara - Tharanga Paranavitana - Dhammika Prasad - Thilan Samaraweera - Kumar Sangakkara - Chanaka Welegedara | - Ross Taylor (K) - Todd Astle - Trent Boult - Doug Bracewell - Daniel Flynn - James Franklin - Martin Guptill - Brendon McCullum - Chris Martin - Rob Nicol - Jeetan Patel - Tim Southee - Kruger van Wyk (wk) - Neil Wagner - Kane Williamson | - Mahela Jayawardene (K) - Angelo Mathews (VK) - Dinesh Chandimal - Akila Dananjaya - Tillakaratne Dilshan - Shaminda Eranga - Rangana Herath - Chamara Kapugedera - Tharindu Kaushal - Nuwan Kulasekara - Lasith Malinga - Jeevan Mendis - Thisara Perera - Kumar Sangakkara (wk) - Upul Tharanga - Lahiru Thirimanne | - Ross Taylor (K) - Trent Boult - Andrew Ellis - James Franklin - Ronnie Hira - Tom Latham - Brendon McCullum - Nathan McCullum - Kyle Mills - Adam Milne - Rob Nicol - Jacob Oram - Tim Southee - BJ Watling (wk) - Kane Williamson | - Angelo Mathews (K) - Nuwan Kulasekara (VK) - Dinesh Chandimal - Akila Dananjaya - Tillakaratne Dilshan - Shaminda Eranga - Jeevan Mendis - Dilshan Munaweera - Thisara Perera - Kumar Sangakkara (wk) - Sachithra Senanayake - Upul Tharanga - Lahiru Thirimanne | - Ross Taylor (K) - Trent Boult - Andrew Ellis - James Franklin - Ronnie Hira - Tom Latham - Brendon McCullum (wk) - Nathan McCullum - Kyle Mills - Adam Milne - Rob Nicol - Jacob Oram - Tim Southee - BJ Watling - Kane Williamson |

## Twenty20 International

### Twenty20 in Kandy
| 30. Oktober Scorecard | Kandy | Neuseeland 74-7 (14/14) | – | Sri Lanka 6-0 (2/14) |
|                       |       | No Result               |   |                      |

Das Spiel musste auf Grund von Regen abgebrochen werden.

## One-Day Internationals

### Erstes ODI in Kandy
| 1. November | Kandy | Sri Lanka | – | Neuseeland |
|             |       | No Result |   |            |

Das Spiel wurde auf Grund von Regenfällen nicht begonnen.

### Zweites ODI in Kandy
| 4. November Scorecard | Kandy | Neuseeland 250-6 (50)                      | – | Sri Lanka 118-3 (22.5/22.5) |
|                       |       | Sri Lanka gewinnt mit 14 Runs (D/L method) |   |                             |

### Drittes ODI in Kandy
| 6. November Scorecard | Kandy | Neuseeland 188-6 (33/33)                     | – | Sri Lanka 200-3 (31.1/33) |
|                       |       | Sri Lanka gewinnt mit 7 Wickets (D/L method) |   |                           |

### Viertes ODI in Hambantota
| 10. November Scorecard | Hambantota | Neuseeland 131-8 (32/32)                     | – | Sri Lanka 131-3 (26.2/32) |
|                        |            | Sri Lanka gewinnt mit 7 Wickets (D/L method) |   |                           |

### Fünftes ODI in Hambantota
| 21. November Scorecard | Hambantota | Sri Lanka 123-8 (28.3) | – | Neuseeland |
|                        |            | No Result              |   |            |

## Tests

### Erster Test in Galle
| 17. – 21. November Scorecard | Galle | Neuseeland 221 (82.5) & 118 (44.1) | – | Sri Lanka 247 (80.2) & 93-0 (18.3) |
|                              |       | Sri Lanka gewinnt mit 10 Wickets   |   |                                    |

### Zweiter Test in Colombo (PSS)
| 25. – 29. November Scorecard | Colombo (PSS) | Neuseeland 412 (153) & 194-9d (54) | – | Sri Lanka 244 (94) & 195 (85.5) |
|                              |               | Neuseeland gewinnt mit 167 Runs    |   |                                 |

## Statistiken
Die folgenden Cricketstatistiken wurden bei dieser Tour erzielt.
| Tests            | Tests      | Tests   | Tests   | Tests   | Tests   | Tests   | Tests   | Tests   |
| Batting          | Batting    | Batting | Batting | Batting | Batting | Batting | Batting | Batting |
| Spieler          | Mannschaft | Spiele  | Innings | Runs    | Average | HS      | 100s    | 50s     |
| ---------------- | ---------- | ------- | ------- | ------- | ------- | ------- | ------- | ------- |
| Ross Taylor      | Neuseeland | 2       | 4       | 243     | 60,75   | 142     | 1       | 1       |
| Angelo Mathews   | Sri Lanka  | 2       | 3       | 210     | 70,00   | 84      | 0       | 2       |
| Kane Williamson  | Neuseeland | 2       | 4       | 163     | 40,75   | 135     | 1       | 0       |
| Daniel Flynn     | Neuseeland | 2       | 4       | 126     | 31,50   | 53      | 0       | 2       |
| Brendon McCullum | Neuseeland | 2       | 4       | 120     | 30,00   | 68      | 0       | 1       |
| Bowling          |            |         |         |         |         |         |         |         |
| Spieler          | Mannschaft | Spiele  | Overs   | Wickets | Average | BBI     | 5W      | 10W     |
| Rangana Herath   | Sri Lanka  | 2       | 118     | 20      | 13,90   | 6/43    | 3       | 1       |
| Tim Southee      | Neuseeland | 2       | 60      | 12      | 13,83   | 5/62    | 1       | 0       |
| Trent Boult      | Neuseeland | 2       | 59.1    | 9       | 15,11   | 4/42    | 0       | 0       |
| Nuwan Kulasekara | Sri Lanka  | 2       | 60.5    | 7       | 26,00   | 2/28    | 0       | 0       |
| Shaminda Eranga  | Sri Lanka  | 2       | 52      | 5       | 38,20   | 3/51    | 0       | 0       |
| Suraj Randiv     | Sri Lanka  | 2       | 81.1    | 5       | 46,00   | 2/37    | 0       | 0       |

| ODIs                 | ODIs       | ODIs    | ODIs    | ODIs    | ODIs    | ODIs    | ODIs    | ODIs    |
| Batting              | Batting    | Batting | Batting | Batting | Batting | Batting | Batting | Batting |
| Spieler              | Mannschaft | Spiele  | Innings | Runs    | Average | HS      | 100s    | 50s     |
| -------------------- | ---------- | ------- | ------- | ------- | ------- | ------- | ------- | ------- |
| BJ Watling           | Neuseeland | 4       | 3       | 166     | 83,00   | 96*     | 0       | 2       |
| Tillakaratne Dilshan | Sri Lanka  | 2       | 2       | 139     | 139,00  | 102*    | 1       | 0       |
| Upul Tharanga        | Sri Lanka  | 4       | 4       | 103     | 25,75   | 60      | 0       | 1       |
| Ross Taylor          | Neuseeland | 4       | 3       | 85      | 28,33   | 72      | 0       | 1       |
| James Franklin       | Neuseeland | 4       | 3       | 82      | 41,00   | 35*     | 0       | 0       |
| Bowling              |            |         |         |         |         |         |         |         |
| Spieler              | Mannschaft | Spiele  | Overs   | Wickets | Average | BBI     | 5W      | 10W     |
| Jeevan Mendis        | Sri Lanka  | 4       | 15      | 5       | 16,60   | 3/15    | 0       | 0       |
| Tim Southee          | Neuseeland | 4       | 23.3    | 5       | 23,20   | 3/18    | 0       | 0       |
| Nuwan Kulasekara     | Sri Lanka  | 3       | 22      | 4       | 28,00   | 2/17    | 0       | 0       |
| Andrew Ellis         | Neuseeland | 3       | 10      | 3       | 15,00   | 2/22    | 0       | 0       |
| Trent Boult          | Neuseeland | 4       | 23      | 3       | 36,66   | 1/23    | 0       | 0       |
| Lasith Malinga       | Sri Lanka  | 4       | 23      | 3       | 39,00   | 2/39    | 0       | 0       |

| Twenty20          | Twenty20   | Twenty20 | Twenty20 | Twenty20 | Twenty20 | Twenty20 | Twenty20 | Twenty20 |
| Batting           | Batting    | Batting  | Batting  | Batting  | Batting  | Batting  | Batting  | Batting  |
| Spieler           | Mannschaft | Spiele   | Innings  | Runs     | Average  | HS       | 100s     | 50s      |
| ----------------- | ---------- | -------- | -------- | -------- | -------- | -------- | -------- | -------- |
| Tim Southee       | Neuseeland | 1        | 1        | 21       |          | 21*      | 0        | 0        |
| Andrew Ellis      | Neuseeland | 1        | 1        | 16       | 16,00    | 16       | 0        | 0        |
| Jacob Oram        | Neuseeland | 1        | 1        | 10       |          | 10*      | 0        | 0        |
| BJ Watling        | Neuseeland | 1        | 1        | 8        | 8,00     | 8        | 0        | 0        |
| Tom Latham        | Neuseeland | 1        | 1        | 4        | 4,00     | 4        | 0        | 0        |
| Dilshan Munaweera | Sri Lanka  | 1        | 1        | 4        |          | 4*       | 0        | 0        |
| Ross Taylor       | Neuseeland | 1        | 1        | 4        | 4,00     | 4        | 0        | 0        |
| Bowling           |            |          |          |          |          |          |          |          |
| Spieler           | Mannschaft | Spiele   | Overs    | Wickets  | Average  | BBI      | 5W       | 10W      |
| Akila Dananjaya   | Sri Lanka  | 1        | 2        | 2        | 4,50     | 2/9      | 0        | 0        |
| Nuwan Kulasekara  | Sri Lanka  | 1        | 3        | 2        | 6,50     | 2/13     | 0        | 0        |
| Thisara Perera    | Sri Lanka  | 1        | 3        | 2        | 11,00    | 2/22     | 0        | 0        |
| Shaminda Eranga   | Sri Lanka  | 1        | 3        | 1        | 23,00    | 1/23     | 0        | 0        |

## Player of the Series
Als Player of the Series wurden die folgenden Spieler ausgezeichnet.
| Serie | Player of the Series |
| ----- | -------------------- |
| Test  | Rangana Herath       |
| ODI   | BJ Watling           |

### Player of the Match
Als Player of the Match wurden die folgenden Spieler ausgezeichnet.
| Spiel   | Player of the Match  |
| ------- | -------------------- |
| 2. ODI  | Lasith Malinga       |
| 3. ODI  | Tillakaratne Dilshan |
| 4. ODI  | Jeevan Mendis        |
| 1. Test | Rangana Herath       |
| 2. Test | Ross Taylor          |